# Piotr Kmiecik (hokeista)
Piotr Kmiecik (ur. 14 czerwca 1990 w Rabce-Zdroju) – polski hokeista.

## Kariera
- Podhale Nowy Targ (2008–2010)
- MMKS Podhale Nowy Targ (2010–2012)
- Cracovia (2012–2013)
- MMKS Podhale Nowy Targ (2013-2015)
- UKH Dębica (2015)
- Gazda Nowy Targ (2015-)

Wystąpił na Mistrzostwach Świata Juniorów do lat 20 Pierwszej Dywizja w 2010.
W Podhalu Nowy Targ zadebiutował 2 grudnia 2008 w meczu z TKH Toruń (3:1) w ramach Pucharu Polski. W Ekstralidze pierwszy mecz rozegrał 9 grudnia 2008 w Nowym Targu z GKS Tychy (6:0). Pierwszą bramkę strzelił w Krakowie Rafałowi Radziszewskiemu 18 stycznia 2009 (Podhale przegrało z Cracovią 2:3).
Przed sezonem 2012/2013 przeniósł się do Cracovii, a jego przejście potwierdził Sąd polubowny, który orzekł, że w przypadku jego zmiany barw klubowych nie musiał wyrażać zgody macierzysty klub zawodnika, Podhale Nowy Targ. W połowie 2013 powrócił do Nowego Targu z zamiarem ponownych występów w MMKS Podhale. W maju 2014 przedłużył kontrakt z klubem. Odszedł z MMKS w czerwcu 2015. W 2015 został graczem UKH Dębica. Od 2015 zawodnik drużyna Gazda Nowy Targ w II lidze.

## Sukcesy
- Złoty medal mistrzostw Polski: 2013 z Cracovią
- Brązowy medal mistrzostw Polski: 2015, 2016 z Podhalem Nowy Targ